# Lijst van voetbalinterlands Mozambique - Swaziland
Deze lijst van voetbalinterlands is een overzicht van alle officiële voetbalwedstrijden tussen de nationale teams van Mozambique en Swaziland. De landen hebben tot op heden 21 keer tegen elkaar gespeeld. De eerste ontmoeting, een vriendschappelijke wedstrijd, vond plaats op 20 juni 1992 in Maputo. Het laatste duel, een kwalificatiewedstrijd voor de Afrika Cup 2025, werd gespeeld in Mbombela (Zuid-Afrika) op 14 oktober 2024.

## Wedstrijden
| №  | Plaats         | Datum            | Competitie                   | Wedstrijd              | Uitslag |
| -- | -------------- | ---------------- | ---------------------------- | ---------------------- | ------- |
| 1  | Maputo         | 20 juni 1992     | Vriendschappelijk            | Mozambique − Swaziland | 4 − 1   |
| 2  | Lobamba        | 22 april 1994    | Vriendschappelijk            | Swaziland − Mozambique | 0 − 1   |
| 3  | Lobamba        | 12 mei 1996      | Vriendschappelijk            | Swaziland − Mozambique | 0 − 1   |
| 4  | Lobamba        | 2 maart 1997     | COSAFA Cup 1997              | Mozambique − Swaziland | 4 − 0   |
| 5  | Lobamba        | 13 december 1997 | Vriendschappelijk            | Swaziland − Mozambique | 1 − 1   |
| 6  | Lobamba        | 9 mei 1999       | COSAFA Cup 1999              | Swaziland − Mozambique | 3 − 1   |
| 7  | Lobamba        | 4 juni 2000      | Vriendschappelijk            | Swaziland − Mozambique | 1 − 1   |
| 8  | Mhlume         | 30 maart 2002    | Vriendschappelijk            | Swaziland − Mozambique | 1 − 2   |
| 9  | Big Bend       | 31 maart 2002    | Vriendschappelijk            | Swaziland − Mozambique | 1 − 1   |
| 10 | Maputo         | 9 november 2003  | Vriendschappelijk            | Mozambique − Swaziland | 2 − 0   |
| 11 | Maputo         | 11 april 2004    | Vriendschappelijk            | Mozambique − Swaziland | 2 − 0   |
| 12 | Maputo         | 31 mei 2004      | Vriendschappelijk            | Mozambique − Swaziland | 1 − 1   |
| 13 | Maputo         | 24 juni 2006     | Vriendschappelijk            | Mozambique − Swaziland | 4 − 0   |
| 14 | Maputo         | 20 augustus 2008 | Vriendschappelijk            | Mozambique − Swaziland | 3 − 0   |
| 15 | Maputo         | 12 augustus 2009 | Vriendschappelijk            | Mozambique − Swaziland | 1 − 0   |
| 16 | Maputo         | 11 augustus 2010 | Vriendschappelijk            | Mozambique − Swaziland | 2 − 1   |
| 17 | Port Elizabeth | 18 juli 2021     | COSAFA Cup 2021              | Swaziland − Mozambique | 1 − 1   |
| 18 | Matola         | 24 mei 2022      | Vriendschappelijk            | Mozambique − Swaziland | 0 − 1   |
| 19 | Port Elizabeth | 29 juni 2024     | COSAFA Cup 2024              | Mozambique − Swaziland | 0 − 0   |
| 20 | Maputo         | 11 oktober 2024  | Afrika Cup 2025 kwalificatie | Mozambique − Swaziland | 1 − 1   |
| 21 | Mbombela       | 14 oktober 2024  | Afrika Cup 2025 kwalificatie | Swaziland − Mozambique | 0 − 3   |

## Samenvatting
| Competitie              | Totaal gespeeld | Winst Mozambique | Gelijk | Winst Swaziland | Doelsaldo Mozambique – Swaziland |
| ----------------------- | --------------- | ---------------- | ------ | --------------- | -------------------------------- |
| Afrika Cup-kwalificatie | 2               | 1                | 1      | 0               | 4 − 1                            |
| COSAFA Cup              | 4               | 1                | 2      | 1               | 6 − 4                            |
| Vriendschappelijk       | 15              | 10               | 4      | 1               | 26 − 8                           |
| Totaal                  | 21              | 12               | 7      | 2               | 36 − 13                          |

## Details

### Veertiende ontmoeting
| Vriendschappelijk (Maputo, Mozambique, 20 augustus 2008): |       |           |
| Mozambique                                                | 3 – 0 | Swaziland |
| Dario Monteiro 4' Dario Monteiro 12' Domingues 35'        | goals |           |

FMF · 
A-internationals · 
Mozambikaans vrouwenelftal
1970 – 1979 · 
1980 – 1989 · 
1990 – 1999 · 
2000 – 2009 · 
2010 – 2019 ·
2020 − 2029
Afrika Cup 1986 · 
Afrika Cup 1996 · 
Afrika Cup 1998 · 
Afrika Cup 2010
Algerije ·
Angola ·
Benin ·
Botswana ·
Burkina Faso ·
Centraal-Afrikaanse Republiek ·
Comoren ·
Congo-Brazzaville ·
Congo-Kinshasa ·
Egypte ·
Eritrea ·
Ethiopië ·
Gabon ·
Ghana ·
Guinee ·
Guinee-Bissau ·
Ivoorkust ·
Kaapverdië ·
Kameroen ·
Kenia ·
Lesotho ·
Libië ·
Madagaskar ·
Malawi ·
Mali ·
Marokko ·
Mauritanië ·
Mauritius ·
Namibië ·
Niger ·
Nigeria ·
Oeganda ·
Oman ·
Portugal ·
Rwanda ·
Senegal ·
Seychellen ·
Soedan ·
Somalië ·
Swaziland ·
Tanzania ·
Togo ·
Tunesië ·
Vietnam ·
Zambia ·
Zimbabwe ·
Zuid-Afrika ·
Zuid-Soedan
NFAS · 
Swazisch vrouwenelftal
1968 · 
1969 · 
1970 · 
1971 · 
1972 · 
1973 · 
1974 · 
1975 · 
1976 · 
1977 · 
1978 · 
1979 · 
1980 · 
1981 · 
1982 · 
1983 · 
1984 · 
1986 · 
1987 · 
1988 · 
1989 · 
1990 · 
1991 · 
1992 · 
1993 · 
1994 · 
1995 · 
1996 · 
1997 · 
1998 · 
1999 · 
2000 · 
2001 · 
2002 · 
2003 · 
2004 · 
2005 · 
2006 · 
2007 · 
2008 · 
2009 · 
2010 · 
2011 · 
2012 · 
2013 · 
2014 ·
2015 ·
2016 ·
2017 ·
2018 ·
2019 ·
2020 ·
2021 ·
2022 ·
2023 ·
2024
Angola ·
Botswana ·
Burkina Faso ·
Comoren ·
Congo-Brazzaville ·
Congo-Kinshasa ·
Djibouti ·
Egypte ·
Eritrea ·
Gabon ·
Ghana ·
Guinee ·
Guinee-Bissau ·
Kaapverdië ·
Kameroen ·
Kenia ·
Lesotho ·
Libië ·
Madagaskar ·
Malawi ·
Mali ·
Mauritius ·
Mozambique ·
Namibië ·
Niger ·
Nigeria ·
Senegal ·
Seychellen ·
Sierra Leone ·
Soedan ·
Somalië ·
Tanzania ·
Togo ·
Tunesië ·
Zambia ·
Zimbabwe ·
Zuid-Afrika